# Luis Gordon Iglesias
Luis Gordon Iglesias, alias "Beto", es un sociólogo peruano y ex terrorista miembro del MRTA. Actualmente es líder del Frente Democrático del Pueblo.

## Biografía
Nació en 1967 en Ancash. Egresado de la Universidad Nacional Mayor de San Marcos tras estudiar sociología. Fue integrante de la organización subversiva Movimiento Revolucionario Túpac Amaru (MRTA). Fue encarcelado en el año 1991. Estuvo preso 14 años por el delito de terrorismo, siendo liberado en el año 2005 tras ser condenado a 20 años de prisión.
Fue miembro del partido Patria Libre. En el año 2009, fue captado reunido con Alberto Carías Pedraza, miembro de los Tupamaro de Venezuela. El objetivo de la presencia de Carías era el traslado de miembros del MRTA a Venezuela para recibir entrenamiento y la recomendación de usar medios democráticos "para asaltar el poder nacional".
Participó en alianza con el partido Despertar Nacional en las elecciones generales de 2011 con Ricardo Noriega Salaverry, como candidato a la presidencia de la república; Martina Portocarrero, como primera vicepresidenta; y Luis Roberto Villar Gamboa, ex emerretista, como segundo vicepresidente. Fue candidato al congreso por la región La Libertad.
Se convirtió en líder del Frente Democrático del Pueblo.[cita requerida] En 2017, Gordon, junto a Víctor Polay Campos, Miguel Rincón Rincón y Lucero Cumpa emitieron una carta al Papa Francisco para la liberación de los emerretistas en las cárceles.